# Stanisław Drohojowski (1529–1583)
Stanisław Drohojowski herbu Korczak (ur. w 1529 roku – zm. w 1583 roku) – kasztelan przemyski (1574), zwolennik kalwinizmu, sygnatariusz konfederacji warszawskiej, starosta wolborski.

## Życiorys
Pochodził z polskiej rodziny szlacheckiej. Był synem Jana Parysa Drohojowskiego i Katarzyny Orzechowskiej. Po ojcu odziedziczył dobra ziemskie Drohojów i Dudatycze.
Zakładał zbory tzw. helweckie od roku 1559, m.in. Jaćmierz, Lesko, chociaż jego bratem był biskup Jan Drohojowski (biskup włocławski).
Studiował w Wittenberdze w 1542 roku.
Poseł na sejm piotrkowski 1565 roku, sejm 1570 roku, sejm 1572 roku, sejm konwokacyjny 1573 roku z ziemi przemyskiej. Poseł na sejm 1572 roku z ziemi sanockiej. Podpisał konfederację warszawską 1573 roku. Poseł na sejm koronacyjny 1574 roku z ziemi przemyskiej. Sędzia sądów generalnych województwa ruskiego w 1575 roku
Wspólnie działał na rzecz kalwinizmu z teściem kasztelanem Hieronimem Ossolińskim (zm. 1575/76) - posłem, działaczem reformacyjnym.    
Ożenił się z Urszulą Gucci z Krakowa (1553 zapis dożywocia).
Miał z nią syna Jana Drohojowskiego kasztelana sanockiego (1554-1601), od 1579 sekretarza królewskiego, aż do śmierci w 1583 pozostał gorliwym wyznawcą kalwinizmu. 
Miał też syna Krzysztofa Drohojowskiego, który poślubił Katarzynę Męcińską, córkę Andrzeja Męcińskiego - kasztelana wieluńskiego (1591)  
Stanisław miał też córkę Krystyną poślubioną przez Andrzeja Wronowskiego.